# Barycheloides concavus
Barycheloides concavus – gatunek pająków z infrarzędu ptaszników i rodziny Barychelidae. Występuje endemicznie na Nowej Kaledonii. Zasiedla lasy deszczowe.

## Taksonomia
Gatunek ten opisany został po raz pierwszy w 1994 roku przez Roberta Ravena. Jako lokalizację typową wskazano Mont Koghis w Prowincji Południowej Nowej Kaledonii. Epitet gatunkowy oznacza po łacinie „wklęśnięty” i nawiązuje do kształtu wieczek do norek budowanych przez ten gatunek.

## Morfologia
Samice osiągają 24 mm długości ciała i 10,1 mm długości karapaksu. Karapaks jest w zarysie prawie jajowaty, ubarwiony pomarańczowobrązowo z ciemniejszą częścią głowową, porośnięty srebrnymi włoskami i czarnymi szczecinkami. Jamki karapaksu są szerokie, głębokie i silnie zakrzywione. Szczękoczułki są ciemnorudobrązowe, porośnięte czarnymi szczecinkami. Bruzda szczękoczułka u samicy ma 7 dużych zębów na krawędzi przedniej oraz od 15 do 20 małych ząbków w części środkowo-nasadowej, przechodzących w środkowy szereg 12 małych zębów. Rastellum wykształcone jest w formie masywnego wyrostka o kształcie ściętego stożka, uzbrojonego w silne kolce. Szczęki zaopatrzone są w od 17 do 20 tępych kuspuli. Odnóża są jasnopomarańczowobrązowe. Samica ma silne ciernie bazyfemoralne, a na udach i rzepkach dwóch ostatnich par odnóży ponadto silne kolce cierniowate. Wszystkie pary odnóży mają na pazurkach po trzy krótkie zęby. Opistosoma (odwłok) ma na wierzchu jasnobrązowy wzór, formujący w tyle trzy szewrony. Spód opistosomy jest jasny z poprzeczną, brązową linią przed kądziołkami. Genitalia samicy mają dwie spermateki, każda o formie kopulastego guzka z długim, pofalowanym płatem.

## Ekologia i występowanie
Pająk ten występuje endemicznie na górze Mont Koghis w Prowincji Południowej Nowej Kaledonii. Zasiedla tam lasy deszczowe z udziałem dużych, bezpiennych paproci. Stwierdzany był na wysokości około 500 m n.p.m.
Ptasznik ten buduje rurkowatą norkę o kształcie litery „L”, której każde ramię ma od 3 do 7 cm długości. Wejście do norki znajduje się na głębokości od 1 do 3 mm poniżej poziomu gleby i zamknięte jest wyraźnie wklęśniętym wieczkiem o grubości około 1 mm.